# Chíllar
El río Chíllar es un corto río costero del sur de España, localizado en la parte oriental de la provincia de Málaga, entre los términos municipales de Cómpeta, Frigiliana y Nerja. Es un lugar muy popular entre senderistas y amantes de la naturaleza. 

## Descripción
Nace a más de 1.200 m de altitud, en la sierra de Almijara, en el núcleo del parque natural de las Sierras de Tejeda, Almijara y Alhama y al pie del monte Piedra Sellada, si bien sus fuentes principales se encuentran en el lugar conocido como La Vegeta de la Grama, a unos 500 m. Su recorrido transcurre casi íntegramente por un profundo desfiladero de mármoles dolomíticos. 
Tiene una longitud de sólo 17 km, y por la cercanía de las montañas al mar Mediterráneo su desnivel medio es muy elevado, del 7,3%. A diferencia de la mayoría de los ríos de la vertiente mediterránea andaluza, por las características de sus fuentes y los materiales kársticos del lugar, río Chíllar disfruta de un caudal relativamente constante a lo largo del año, incluso durante períodos de sequía.  Su principal afluente, al que se une cerca de su desembocadura en el mar Mediterráneo, el río Higuerón. 

## Perfil longitudinal del río
El río Chíllar se puede dividir en siete segmentos, según las características de pendiente y terreno que recorre. En todos los tramos se aprecia el aumento de altura por efecto de la eustasia:
1. En su curso más alto, por encima de los 800 m, la pendiente media es del 26,5%. Su nacimiento se sitúa entre las crestas de los picos Navachica, peñón del Cuervo y Piedra Sellada.
2. Posteriormente, desde los 640 a los 800 m, aparece una garganta de poca profundidad encajada en un valle amplio, según algunos autores (ver bibliografía) formado por fenómenos de origen glaciar. La pendiente media es del 10,5 %.
3. El siguiente tramo, entre los 640 y los 500 m s. n. m., tiene una pendiente del 26% y solamente 750 m de longitud, se caracteriza por sus rápidos y cascadas (alguna, de más de 20 m de altura) encajados dentro de una garganta estrecha.
4. Entre los 400 y los 500 m de altura la pendiente disminuye al 6,5%. El río fluye por un valle abierto rellenado por sedimentos, a 10 km de la desembocadura.
5. Desde los 400 hasta los 260 m de altura el río fluye directamente sobre la roca madre, con una pendiente del 9,3%. Existen múltiples rápidos, cascadas y fuentes.
6. El tramo entre los 260 y los 140 m de altura, de pendiente constituye la estrecha garganta llamada en el lugar Los Cahorros, un tramo muy conocido por excursionistas y curiosos por no superar en muchos tramos los dos metros de ancho.
7. Los últimos kilómetros, desde los 130 m s. n. m., antes de unirse con el mar Mediterráneo a las afueras de Nerja, el río fluye en mitad de una garganta de conglomerados con una pendiente del 2,5%